# 苏维尼亚尔格
苏维尼亚尔格（法語：Souvignargues，法語發音：[suviɲaʁɡ]）是法国加尔省的一个市镇，位于该省西南部，属于尼姆区。

## 地理
苏维尼亚尔格（43°48'50"N, 4°7'21"E）面积11.09 平方千米，位于法国奧克西塔尼大區加尔省，该省份为法国南部沿海省份，南端濒地中海，北起顺时针与阿尔代什省、沃克吕兹省、罗讷河口省、埃罗省、阿韦龙省和洛泽尔省接壤。
与苏维尼亚尔格接壤的市镇（或旧市镇、城区）包括：欧雅尔格、卡尔维松、孔巴、丰塔内斯、蒙珀扎、圣科姆和马吕埃若勒、维勒维埃耶。

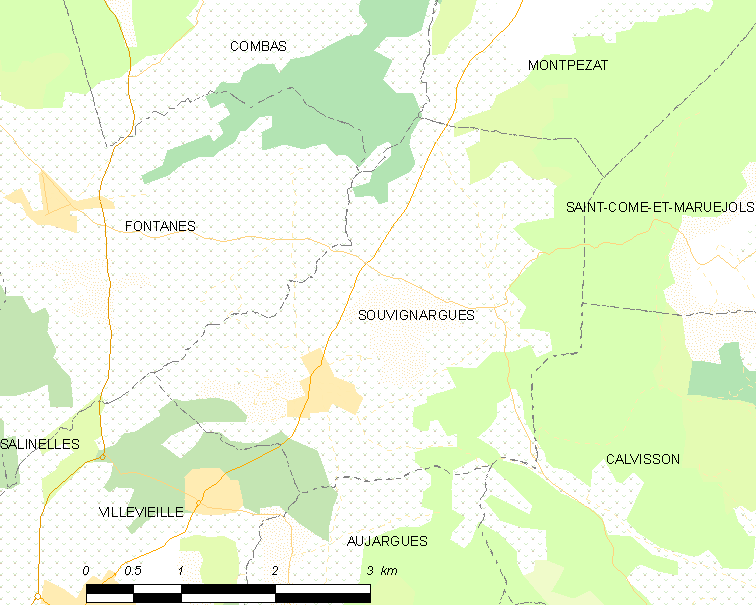
苏维尼亚尔格的OSM定位图

苏维尼亚尔格的时区为UTC+01:00、UTC+02:00（夏令时）。

## 行政
苏维尼亚尔格的邮政编码为30250，INSEE市镇编码为30324。

## 政治
苏维尼亚尔格所属的省级选区为卡尔维松县。

## 人口

1962-2008年间苏维尼亚尔格人口变化图示

苏维尼亚尔格于2022年1月1日时的人口数量为932人。